# Огороднік Роман Валерійович
Рома́н Вале́рійович Огоро́днік (позивний — Ромео; смт Тростянець, Вінницька область — 1 жовтня 2022, район с. Одрадівка, Донецька область) — український баскетболіст, військовослужбовець, лейтенант 30 ОМБр Збройних сил України, учасник російсько-української війни. Лицар ордена Богдана Хмельницького III ступеня (2023, посмертно).

## Життєпис
Роман Огороднік народився в смт Тростянець, нині Тростянецької громади Гайсинського району Вінницької области України.
Закінчив Тернопільський національний економічний університет (2012, бакалавр; 2013, магістр; спеціальність — фінанси та кредит) (нині — Західноукраїнський національний університет), військову катедру Національної академії сухопутних військ імені гетьмана Петра Сагайдачного та отримав первинне офіцерське звання — молодший лейтенант. Працював фахівцем з логістики у ПрАТ «Миронівський хлібопродукт» (2015—2020, м. Ладижин), виконувачем обов'язків старшого фахівця з координації виробництва та продажів у центральному офісі МХП у Києві (від 2020). Був баскетболістом.
Під час повномасштабного російського вторгнення в Україну був командиром 2-го мінометного взводу 2-ї мінометної батареї 2-го механізованого батальйону 30-ї окремої механізованої бригади. Загинув 1 жовтня 2022 року під час виконання бойового завдання в районі с. Одрадівка на Донеччині.
Похований у родинному селищі.
Залишилися дружина та батьки.

## Нагороди
- орден Богдана Хмельницького III ступеня (28 вересня 2023, посмертно) — за особисту мужність, виявлену у захисті державного суверенітету та територіальної цілісності України, самовіддане виконання військового обов'язку[1].